# Glaciar Harker
Glaciar Harker (en inglés: Harker Glacier) es un glaciar ubicado en la Isla Georgia del Sur, en el Océano Atlántico Sur. El glaciar Harker  fue cartografiado por primera vez por la Expedición Antártica Sueca de 1901 a 1904, y se denominó como Glaciar De Geer, por de Gerard De Geer (1858-1943), un geólogo sueco que se especializó en la geomorfología y geocronología. Se reasigna en 1912 por David Ferguson, y cambió su nombre como homenaje a Alfred Harker (1859-1939), un geólogo Inglés especializado en la petrología y petrografía.
El valle en que se encuentra el glaciar desagüa de sur a norte desde la Cordillera de San Telmo en el fiordo Moraine en el lado oriental de Bahía Cumberland, al sur de Grytviken, el principal asentamiento de la isla. El glacier Harker es un glaciar de marea que contribuye témpanos en la bahía. El glaciar no ha cambiado significativamente desde la década de 1970, pero está más avanzado que cuando fue fotografiado por Frank Hurley en 1914.